# Meridià 107 a l'est
El meridià 107 a l'est de Greenwich és una línia de longitud que s'estén des del pol Nord travessant l'oceà Àrtic, Àsia, l'oceà Índic, l'oceà Antàrtic i l'Antàrtida fins al pol Sud.
El meridià 107 a l'est forma un cercle màxim amb el meridià 73 a l'oest. Com tots els altres meridians, la seva longitud correspon a una semicircumferència terrestre, uns 20.003,932 km. Al nivell de l'Equador, és a una distància del meridià de Greenwich de 11.911 km.

## De Pol a Pol
Començant en el pol Nord i dirigint-se cap al pol Sud, aquest meridià travessa:
| Coordenades                               | País, territori o mar        | Notes |
| ----------------------------------------- | ---------------------------- | --- |
| 90° 0′ N, 107° 0′ E / 90.000°N,107.000°E  | Oceà Àrtic                   | |
| 79° 51′ N, 107° 0′ E / 79.850°N,107.000°E | Mar de Làptev                | |
| 78° 11′ N, 107° 0′ E / 78.183°N,107.000°E | Rússia                       | Krai de Krasnoiarsk — Illa Mali Taimir, Terra del Nord |
| 78° 5′ N, 107° 0′ E / 78.083°N,107.000°E  | Mar de Làptev                | Passa entre les Illes Komsomolskaia Pravda, Krai de Krasnoiarsk, Rússia (at 77° 20′ N, 107° 0′ E / 77.333°N,107.000°E) |
| 77° 0′ N, 107° 0′ E / 77.000°N,107.000°E  | Rússia                       | Krai de Krasnoiarsk — Península de Taimir |
| 76° 44′ N, 107° 0′ E / 76.733°N,107.000°E | Badia de Faddei              | |
| 76° 30′ N, 107° 0′ E / 76.500°N,107.000°E | Rússia                       | Krai de Krasnoiarsk — Península de Taimir |
| 73° 28′ N, 107° 0′ E / 73.467°N,107.000°E | Golf de Khàtanga             | |
| 73° 9′ N, 107° 0′ E / 73.150°N,107.000°E  | Rússia                       | Krai de Krasnoiarsk Sakhà — des de 69° 33′ N, 107° 0′ E / 69.550°N,107.000°E Krai de Krasnoiarsk — des de 64° 24′ N, 107° 0′ E / 64.400°N,107.000°E Óblast d'Irkutsk — des de 63° 58′ N, 107° 0′ E / 63.967°N,107.000°E Buriàtia — des de 52° 43′ N, 107° 0′ E / 52.717°N,107.000°E (frontera en el llac Baikal) |
| 50° 12′ N, 107° 0′ E / 50.200°N,107.000°E | Mongòlia                     | Passa a l'est d'Ulan Bator (a 47° 55′ N, 106° 54′ E / 47.917°N,106.900°E) |
| 42° 19′ N, 107° 0′ E / 42.317°N,107.000°E | República Popular de la Xina | Mongòlia Interior Ningxia – des de 38° 6′ N, 107° 0′ E / 38.100°N,107.000°E Gansu – des de 37° 7′ N, 107° 0′ E / 37.117°N,107.000°E Shaanxi – des de 35° 5′ N, 107° 0′ E / 35.083°N,107.000°E Sichuan – des de 32° 42′ N, 107° 0′ E / 32.700°N,107.000°E Chongqing – des de 30° 3′ N, 107° 0′ E / 30.050°N,107.000°E Guizhou – des de 28° 47′ N, 107° 0′ E / 28.783°N,107.000°E Guangxi – des de 25° 28′ N, 107° 0′ E / 25.467°N,107.000°E |
| 21° 57′ N, 107° 0′ E / 21.950°N,107.000°E | Vietnam                      | Continent i l'illa Cát Bà |
| 20° 44′ N, 107° 0′ E / 20.733°N,107.000°E | Mar de la Xina Meridional    | Golf de Tonquín |
| 17° 9′ N, 107° 0′ E / 17.150°N,107.000°E  | Vietnam                      | |
| 16° 18′ N, 107° 0′ E / 16.300°N,107.000°E | Laos                         | |
| 14° 21′ N, 107° 0′ E / 14.350°N,107.000°E | Cambodja                     | |
| 12° 5′ N, 107° 0′ E / 12.083°N,107.000°E  | Vietnam                      | |
| 10° 31′ N, 107° 0′ E / 10.517°N,107.000°E | Mar de la Xina Meridional    | Passa entre les illes Badas, Indonèsia (at 0° 37′ N, 107° 0′ E / 0.617°N,107.000°E) · Passa a l'oest de l'illa de Liat, Indonèsia (a 2° 53′ S, 107° 1′ E / 2.883°S,107.017°E) · Passa a l'est de l'illa de Lepar, Indonèsia (a 2° 57′ S, 106° 54′ E / 2.950°S,106.900°E) |
| 2° 53′ S, 107° 0′ E / 2.883°S,107.000°E   | Mar de Java                  | |
| 6° 0′ S, 107° 0′ E / 6.000°S,107.000°E    | Indonèsia                    | Illa de Java - Passa a l'est de Jakarta (a 6° 10′ S, 106° 49′ E / 6.167°S,106.817°E) |
| 7° 27′ S, 107° 0′ E / 7.450°S,107.000°E   | Oceà Índic                   | |
| 60° 0′ S, 107° 0′ E / 60.000°S,107.000°E  | Oceà Antàrtic                | |
| 66° 28′ S, 107° 0′ E / 66.467°S,107.000°E | Antàrtida                    | Territori Antàrtic Australià, reclamat per Austràlia |